# کریستال هوانگ
کریستال هوانگ (انگلیسی: Crystal Huang؛ زادهٔ ۶ ژوئیهٔ ۱۹۷۹) یک بازیکن تنیس روی میز اهل ایالات متحده آمریکا است.